# Henry de Nogaret de La Valette
Henry de Nogaret de La Valette, francoski general, * 1591, † 1639.
1. ↑  data.bnf.fr: platforma za odprte podatke — 2011.